# 15629 Sriner
A 15629 Sriner (ideiglenes jelöléssel 2000 HK53) a Naprendszer kisbolygóövében található aszteroida. A LINEAR projekt keretében fedezték fel 2000. április 29-én.